# ATL (groupe)
Pour les articles homonymes, voir ATL.
ATL est un groupe de musique R&B-hip-hop américain.
Keri Hilson a participé à leur chanson The One, et le quartet Jagged Edge à la chanson In The Club Tonight présente sur la bande originale du film Street Dancers (2003).
Le groupe est produit par Bryan Michael Cox (ex : chanson It's Us ft Ciara et Ne-Yo). Johntà Austin a été recruté par Jazze Pha en 2004 pour l'écriture du premier album du boys band.